# Metropolie Francie
Metropolie Francie je jedna z metropolií Konstantinopolského patriarchátu.

## Historie a současnost
Metropolie byla zřízena 5. února 1963 a zahrnovala území Francie, Belgie, Lucemburska, Španělska a Portugalska.
Dne 12. srpna 1969 byly farnosti na území Belgie a Lucemburska včleněny do nově vzniklé belgické metropolie.
V současné době má 61 farností a 5 monastýrů.

## Seznam metropolitů
- 1963–1988 Meletios (Karampinis)
- 1988–2003 Ieremias (Kalligiorgis)
- 2003–2021 Emmanouil (Adamakis)
  - 2021–2021 Eirinaios (Avramidis)
- od 2021 Dimitrios (Ploumis)